# Hoffen
Hoffen (Duits: Hofen im Elsass) is een gemeente in het Franse departement Bas-Rhin (regio Grand Est). De gemeente telde 1.141 inwoners op 1 januari 2022. De gemeente maakt deel uit van het kanton Wissembourg in het arrondissement Haguenau-Wissembourg. 

## Geschiedenis
Op het eind van het ancien régime werd Hoffen een gemeente. In 1871 werd Hoffen met de rest van het departement bij de Vrede van Frankfurt geannexeerd door Duitsland. Na het Verdrag van Versailles werd het gebied weer Frans.
In 1975 werden de buurgemeenten Hermerswiller en Leiterswiller bij Hoffen gevoegd in een fusion association.
Voor 1 januari 2015 was de gemeente deel van het kanton Soultz-sous-Forêts en het arrondissement Wissembourg, die toen beide werd opgeheven. Hoffen werd ingedeeld in het kanton Wissembourg in het arrondissement Haguenau-Wissembourg. 

## Geografie
De oppervlakte van Hoffen bedroeg op 1 januari 2022 9,45 vierkante kilometer; de bevolkingsdichtheid was toen 120,7 inwoners per km². In Hoffen liggen nog de dorpen Hermerswiller en Leiterswiller. Hermerswiller ligt zo'n twee kilometer ten westen van het dorpscentrum van Hoffen, Leiterswiller een halve kilometer ten zuidoosten.

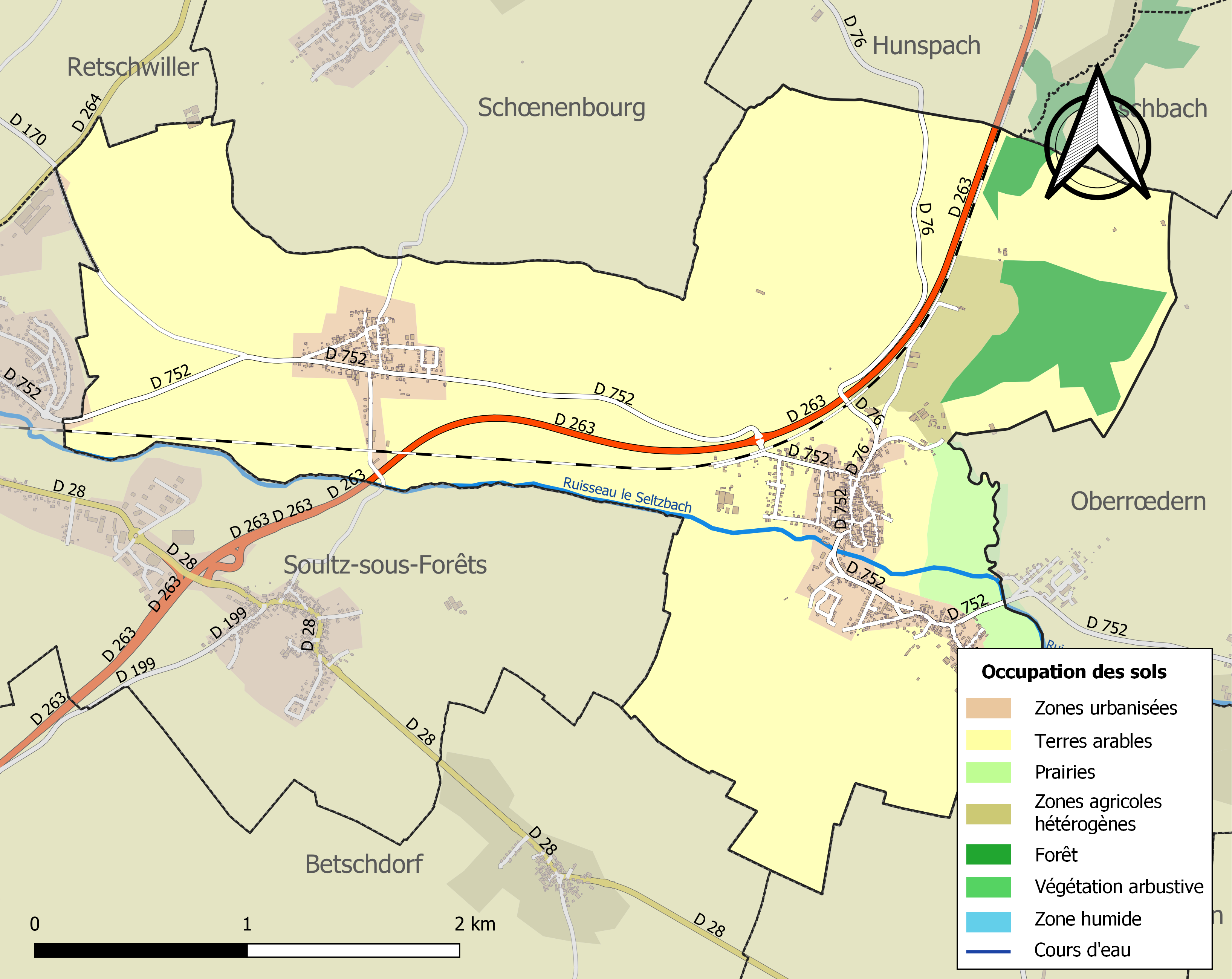
Kaart van de gemeente met de belangrijkste infrastructuur, bodemgebruik en omliggende gemeenten

## Bezienswaardigheden
- De Église Saint-Joseph / St.Josephkirche in Leiterswiller
- De protestantse kerk in Leiterswiller, uit de jaren 1730, werd geklasseerd als monument historique in 1924.

## Verkeer en vervoer
In de gemeente staat het spoorwegstation Hoffen.

## Demografie
Onderstaande figuur toont het verloop van het inwonertal (bron: INSEE-tellingen).

## Afbeeldingen

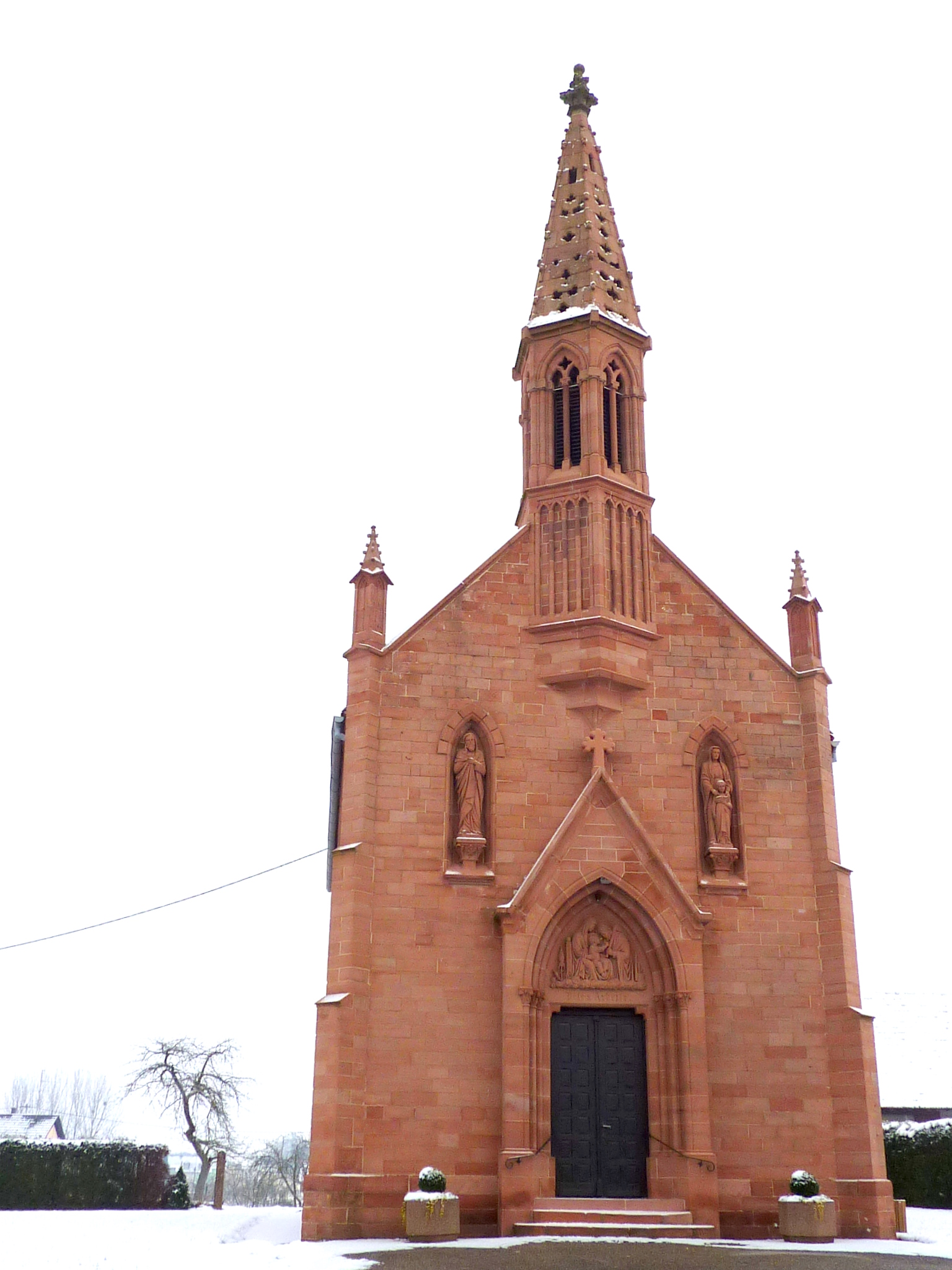
Église Saint-Joseph / St.Josephkirche
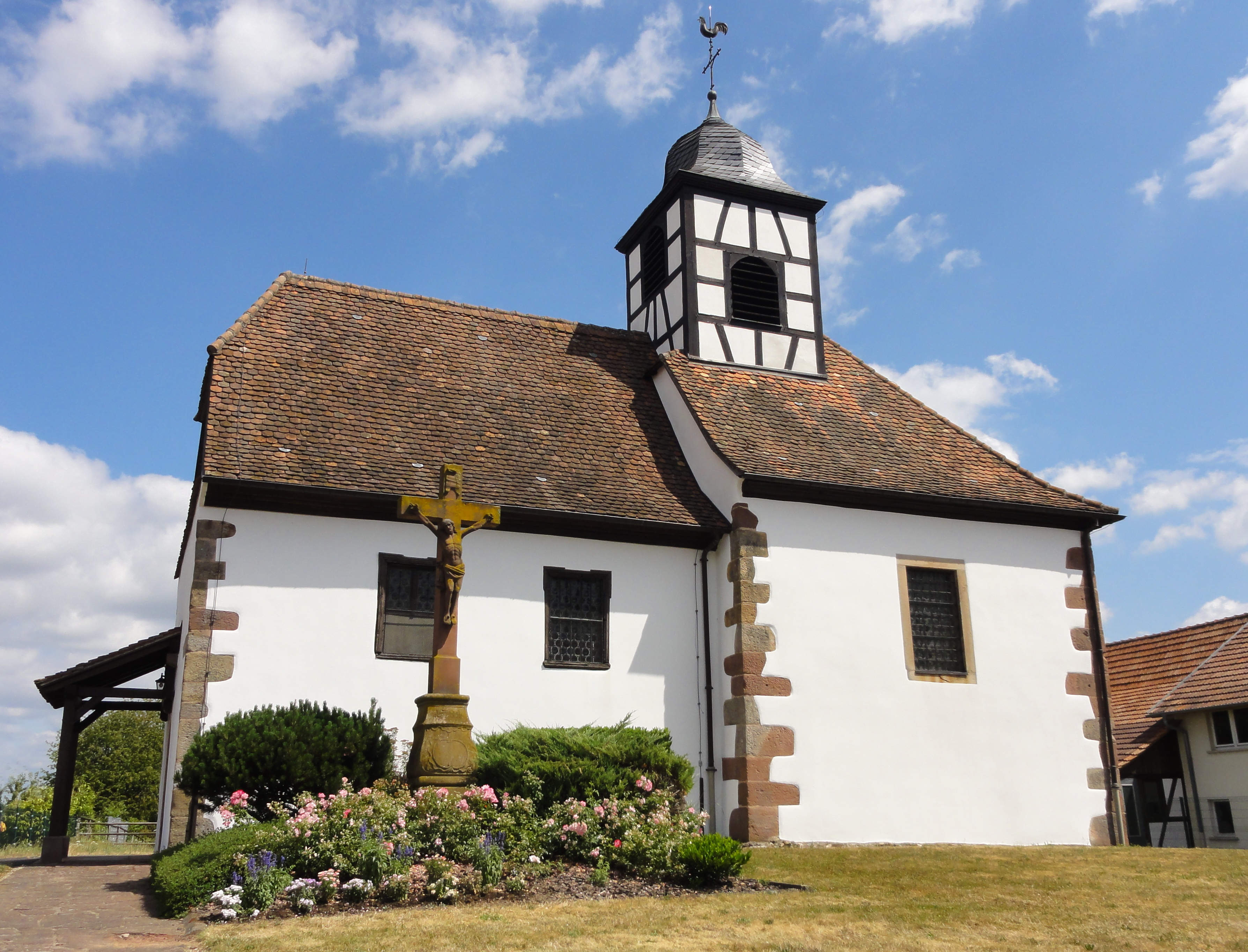
Protestantse kerk, Leiterswiller
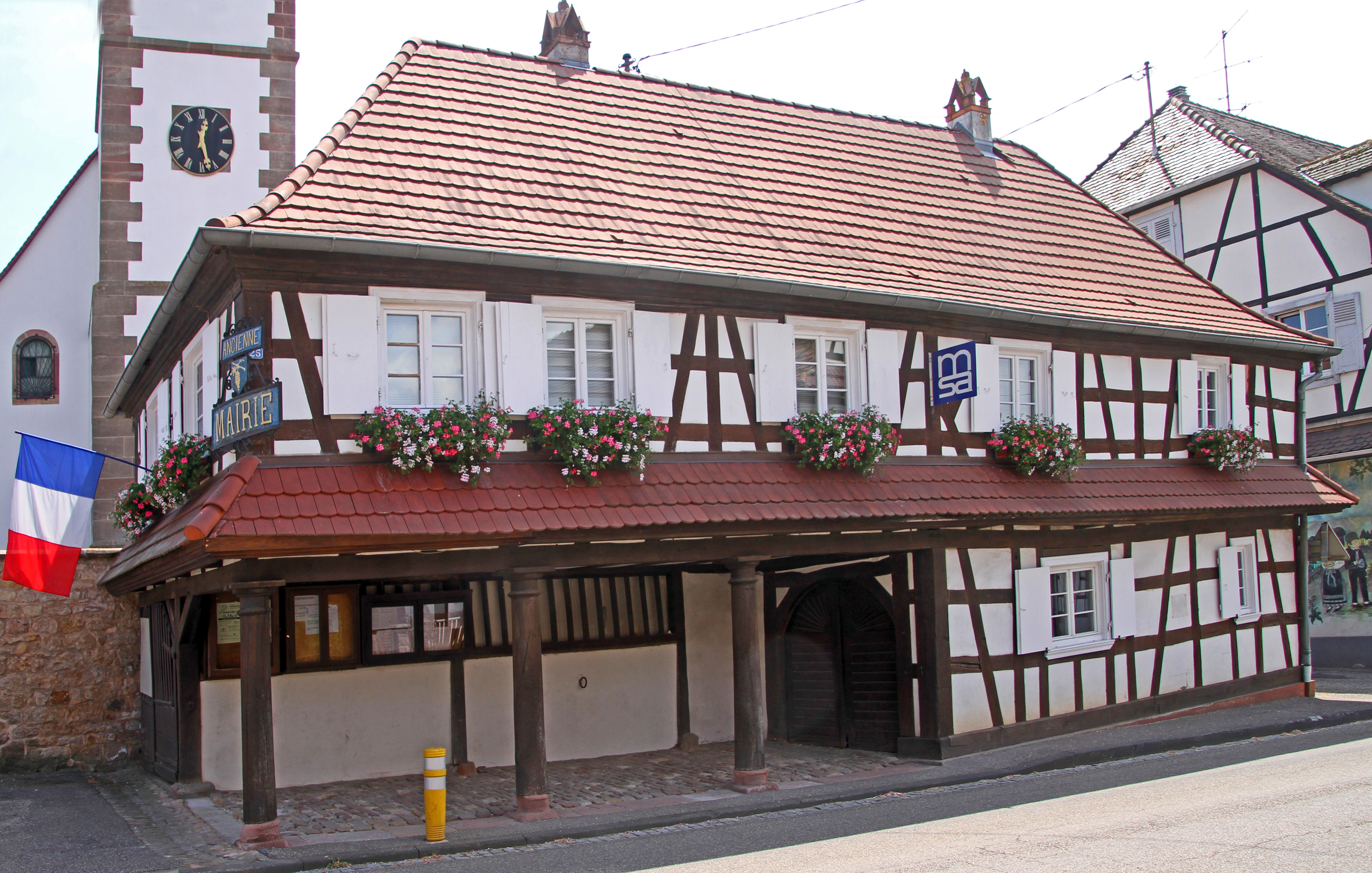
Gemeentehuis
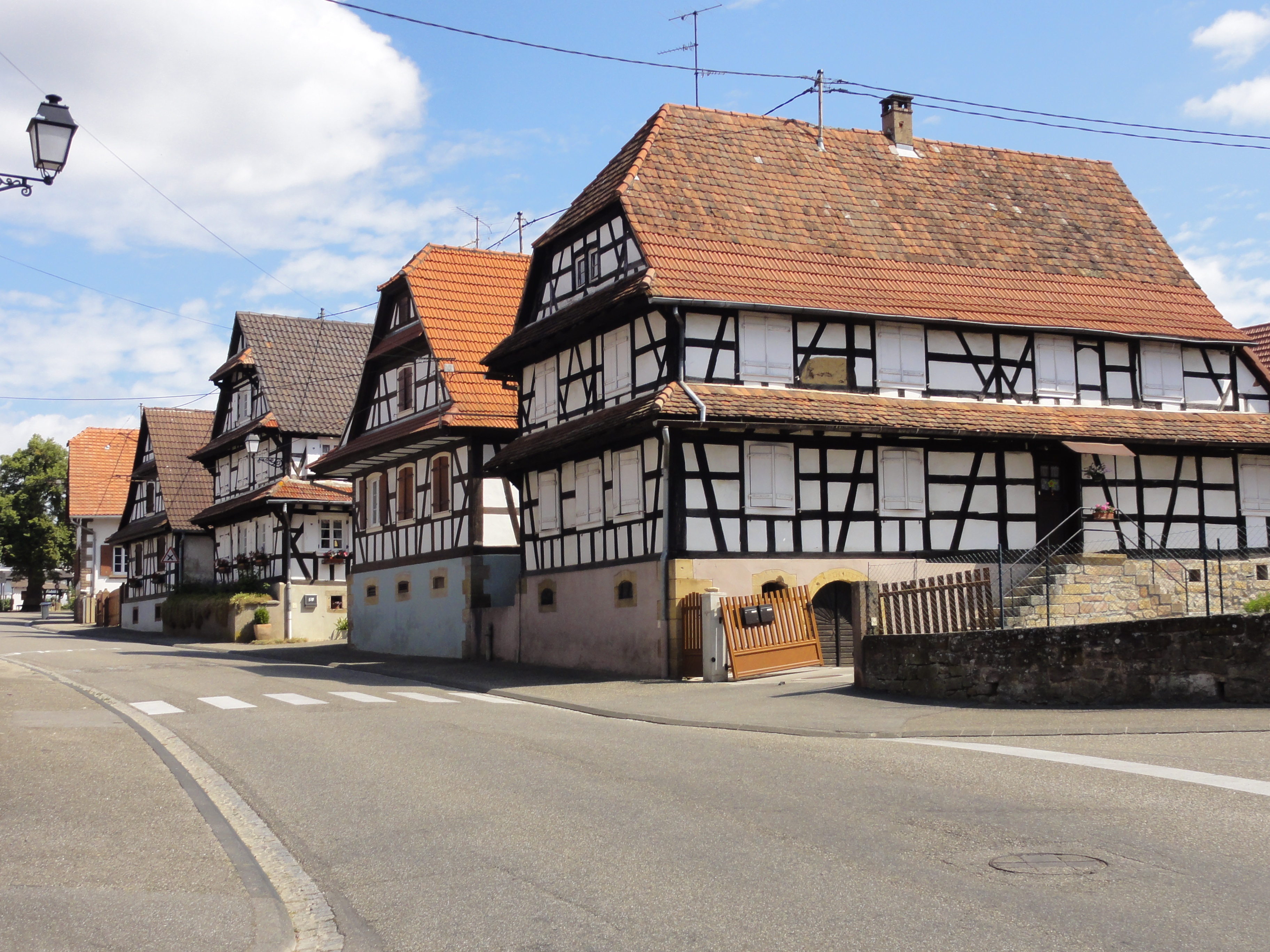
Rue du Tilleul